# Railleu
Railleu (catalansk: Ralleu) er en by og kommune i departementet Pyrénées-Orientales i Sydfrankrig.

## Geografi
Railleu ligger 78 km sydvest for Perpignan. Nærmeste byer er mod nord Sansa (4 km) og mod sydvest Caudiès-de-Conflent (6 km).

## Demografi

### Udvikling i folketal
| 1962                                                              | 1968 | 1975 | 1982 | 1990 | 1999 | 2007 | 2010 | 2017 |
| ----------------------------------------------------------------- | ---- | ---- | ---- | ---- | ---- | ---- | ---- | ---- |
| 48                                                                | 25   | 11   | 10   | 11   | 16   | 11   | 22   | 32   |
| Tal fra og med 1962 er uden dobbelttælling (sans doubles comptes) |      |      |      |      |      |      |      |      |